# Maria Cron

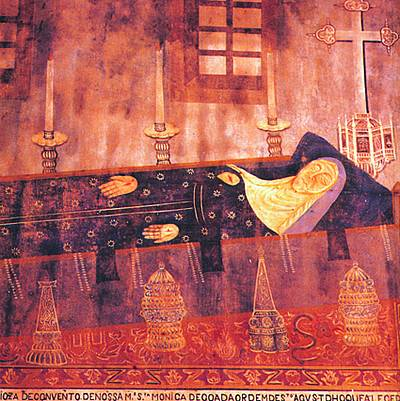
Sr. Maria de Jesus auf dem Sterbebett. Gemälde in der Kirche St. Monica in Alt-Goa

Maria Cron (Ordensname Maria de Jesus; * 1608 in Goa; † 2. Januar 1683, ebenda) war die Tochter eines deutschen Händlers aus Augsburg und eine stigmatisierte Nonne, die in Goa als Selige verehrt, aber nie kanonisiert wurde.

## Leben
Maria Cron war die jüngere der beiden Töchter von Ferdinand Cron (1554–1637) aus Augsburg, Agent des Handelshauses Fugger in Indien, und dessen portugiesischer Ehefrau Maria Leytoa (1569–1619). Die Eltern gehörten zu den angesehensten Bürgern der indisch-portugiesischen Stadt Goa, die wegen ihrer vielen Kirchen und Klöster auch das „asiatische Rom“ genannt wurde.
Beide Töchter wurden im Glauben der katholischen Kirche erzogen. Maria heiratete 1622, mit 14 Jahren, den wohlhabenden portugiesischen Adligen Manuel de Sousa. Dieser starb schon nach vierjähriger Ehe und hinterließ seine 18-jährige Frau als Witwe.
Marias Verwandte drängten zu einer neuen Ehe, was sie jedoch ablehnte. Bis ins Alter von 23 Jahren lebte sie als Witwe. 1631 trat sie in das Kloster der heiligen Monika in Goa ein und nahm den Ordensnamen Maria de Jesus an. Das 1606 gegründete Kloster der Töchter der hl. Monika war bekannt und galt als ältester Konvent Indiens. Der nur lokal verbreitete Orden besteht seit 1885 nicht mehr.
Sr. Maria de Jesus war wegen ihres Lebens der Buße und des Gebetes stadtbekannt. Sie trug sichtbare Stigmata an Händen, Füßen und unterhalb der Brust, die anlässlich ihres Todes am 2. Januar 1683 von mehreren Ärzten untersucht und attestiert wurden. Schwester Maria de Jesus fand ihr Grab in der Klosterkirche, In der früheren Klosterkirche St. Monika befindet sich ein zeitgenössisches Gemälde, das Sr. Maria auf dem Sterbebett zeigt.

## Die leibliche Schwester Maria Crons
Die ältere Schwester Isabel Cron war verheiratet mit Pedro de Almeida, Kommandant der portugiesischen Festung Diu; nach dessen Tod ehelichte sie um 1630 Diego de Melo de Castro, Festungskommandant von São Tomé bei Madras.
Sie erlangte zweifelhafte Bekanntheit, da sie von dem 1634 anlässlich der Heiligsprechung in Goa ausgestellten unverwesten Leichnam des berühmten Asienmissionars Franz Xaver heimlich ein Fingerglied abbiss, um eine Reliquie des Heiligen zu besitzen. Die Tat erregte unter der Bevölkerung erhebliches Aufsehen und wurde von der Kirche scharf verurteilt. Daraufhin gab Isabel Cron die Reliquie zurück und stiftete zur Buße dem Heiligen ein kostbares Silberdiadem, besetzt mit Edelsteinen. Die Geschichte wurde später teilweise ausgeschmückt, verschiedene Quellen sprechen sogar davon, dass Isabel Cron dem Heiligen einen Zeh abgebissen habe, weshalb aus ihrem Mund Blut getropft sei und man ihre Spur bis nach Hause verfolgen und sie dadurch der Tat überführen habe können.